# ته کلاس، ردیف آخر، صندلی آخر
ته کلاس، ردیف آخر، صندلی آخر (یه پسر تو دست‌شویی دختراست) نام رمانی از لوئیس سکر نویسندهٔ آمریکایی کتاب‌های کودکان است که با نام اصلی There's A Boy In The Girls' Bathroom  در سال ۱۹۸۷ در آمریکا منتشر شد.

## خلاصهٔ داستان
برادلی چاکرز بزرگ‌ترین و خشن‌ترین شاگرد کلاس پنجم یک مدرسه بود که همیشه در ته کلاس، ردیف آخر، صندلی آخر می‌نشست. او هیچ‌گاه دوستی نداشت و همیشه رفتارهای ناشایستی داشت و همه را عصبانی می‌کرد. با این وجود که پدر و مادر او دوستش می‌داشتند اما او با آن‌ها نیز مشکل داشت. او از اینکه بدترین نمره را می‌گرفت خوشحال می‌شد و به هیچ چیز اهمیتی نمی‌داد تا اینکه دانش‌آموز جدیدی به نام جف فیشکین از واشنگتن دی سی به این مدرسه منتقل شد و تلاش کرد تا با برادلی رابطهٔ دوستی برقرار کند؛ اما مانند بقیه در این کار موفق نمی‌شود. همچنین مشاور جدیدی به نام کارلا به این مدرسه می‌آید که در انتها روند زندگی برادلی با ورود این دو نفر به مدرسه به کلی دگرگون می‌شود و او روز به روز نمرات بهتری می‌گیرد و همچنین با دیگران به خوبی کنار می‌آید؛ گرچه کارلا در آخر به خاطر اعتراض‌های والدین به روش‌های خاصش در مشاوره با کودکان مجبور می‌شود از مدرسه برود؛ حال آنکه همهٔ دانش‌آموزان با کمک او بر ترس‌ها و مشکلات خود پیروز شده بودند و او را دوست می‌داشتند.
به طور خلاصه، تبدیل برادلی از شخصیتی منفور به فردی دوست‌داشتنی، روند اصلی کتاب است که در این میان، حوادث و شخصیت‌های گوناگون به پویایی نوشتار کمک می‌کنند.

## جوایز
این رمان تحسین منتقدان را برانگیخت و توجه مخاطبان را جلب کرد و توانست بیش از نوزده جایزه به انتخاب کودکان را از آن خود کند.

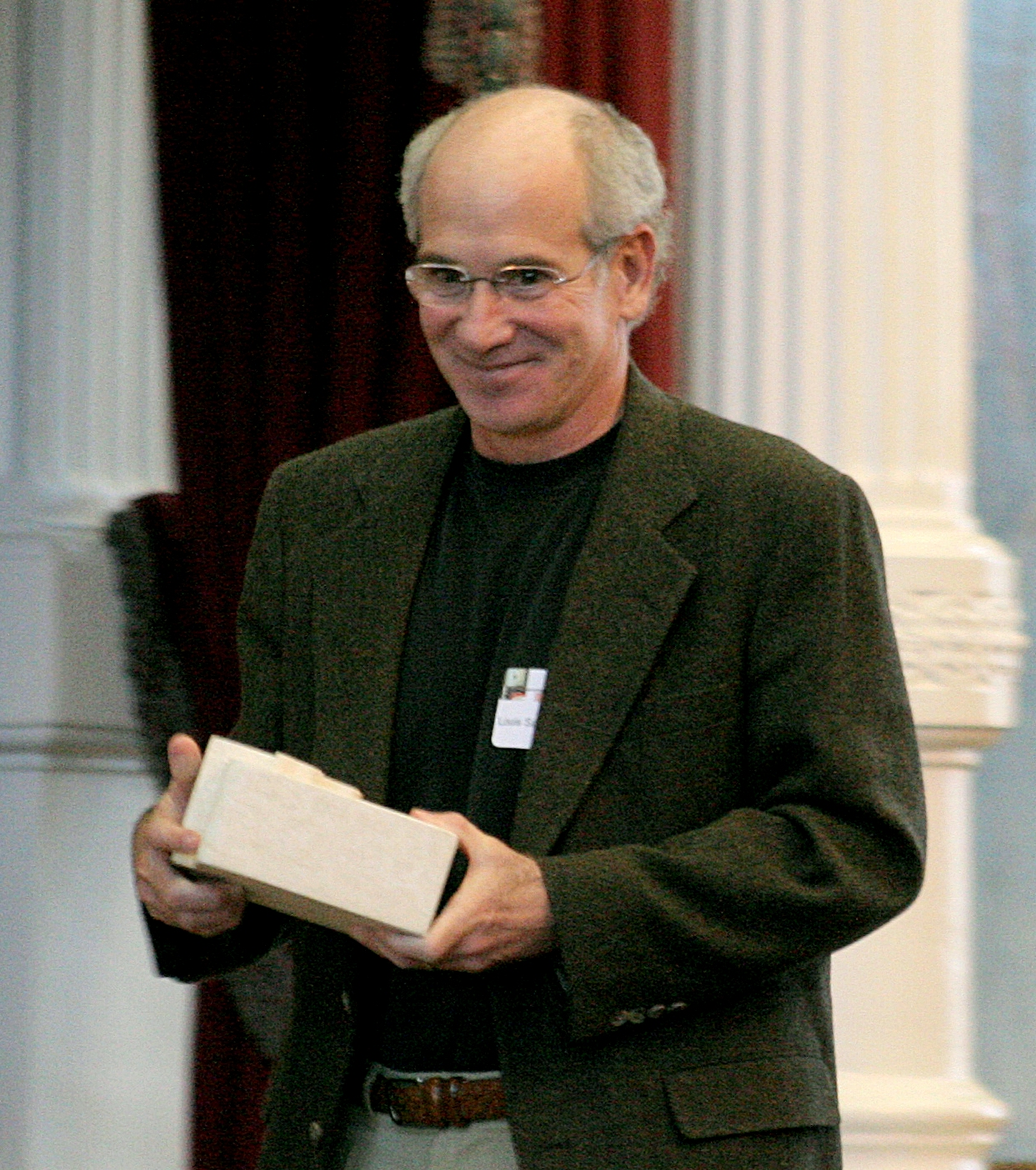
لوئیس سکر

| جایزه                                           | سال  | نتیجه    |
| ----------------------------------------------- | ---- | -------- |
| Parents' Choice Award                           | ۱۹۸۷ | برنده    |
| Arkansas Charlie May Simon Award                | ۱۹۸۹ | برنده    |
| Iowa Children's Choice Master List              | ۱۹۸۷ | برنده    |
| Massachusetts Children's Book Master List       | ۱۹۸۷ | برنده    |
| Utah Children's Book Award                      | ۱۹۸۷ | برنده    |
| Ohio Buckeye Children's Book Award              | ۱۹۹۱ | برنده    |
| Hawaii Nene Award                               | ۱۹۹۱ | برنده    |
| Georgia Children's Book Master List             | ۱۹۸۷ | برنده    |
| Tennessee Volunteer State Book Award            | ۱۹۹۱ | برنده    |
| West Virginia Children's Book Master List       | ۱۹۸۷ | برنده    |
| Florida Sunshine State Book Master List         | ۱۹۸۷ | برنده    |
| Texas Bluebonnet Award Winner                   | ۱۹۹۰ | برنده    |
| Pacific Northwest Young Readers Choice Award    | ۱۹۸۷ | برنده    |
| Nevada Young Readers Master List                | ۱۹۸۷ | برنده    |
| Nebraska Golden Sower Master List               | ۱۹۸۷ | برنده    |
| Wyoming Indian Paintbrush Master List           | ۱۹۸۷ | برنده    |
| Missouri Mark Twain Master List                 | ۱۹۸۷ | برنده    |
| New Mexico Land of Enchantment Book Master List | ۱۹۸۷ | برنده    |
| Arizona Young Readers Award                     | ۱۹۹۱ | برنده    |
| Kentucky Bluegrass Master List                  | ۱۹۹۰ | برنده    |
| Texas Bluebonnet Master List                    | ۱۹۸۹ | نامزدشده |

## معادل‌های انگلیسی نام‌ها
1. ↑  Louis Sachar
2. ↑  Bradley Chalkers
3. ↑  Jeff Fishkin
4. ↑  Carla Davis

## شخصیتها
1. برادلی چاکرز
2. جف فش کین
3. کارلا دیویس
4. کالین وریگولد
5. ملیندا بیچ
6. لری وستین
7. خانم چاکرز
8. آقای چاکرز
9. کلودیا چاکرز
10. بارتولومه (بارتولوموی)
11. رانی (رونی)
12. جودی
13. بتی
14. کارن
15. رابی
16. راسل
17. دن
18. براون
19. اندی
20. کوریس
21. داگ
22. شارن
23. خانم ویلکات
24. خانم کمپ
25. خانم وری گولد
26. آقای وری گولد
27. رییس هیات مدیره